# Diospyros insularis
Diospyros insularis är en tvåhjärtbladig växtart som beskrevs av Bakh. Diospyros insularis ingår i släktet Diospyros och familjen Ebenaceae. Inga underarter finns listade i Catalogue of Life.